# Stylidium nominatum
Stylidium nominatum är en tvåhjärtbladig växtart som beskrevs av S. Carlquist. Stylidium nominatum ingår i släktet Stylidium och familjen Stylidiaceae. Inga underarter finns listade i Catalogue of Life.